# Alchemilla rehmannii
Alchemilla rehmannii é uma espécie de rosácea do gênero Alchemilla, pertencente à família Rosaceae.